# Eloy Alfaro International Airport
Eloy Alfaro International Airport är en flygplats i Ecuador.   Den ligger i provinsen Manabí, i den västra delen av landet, 250 km väster om huvudstaden Quito. Eloy Alfaro International Airport ligger 14 meter över havet.
Terrängen runt Eloy Alfaro International Airport är platt. Havet är nära Eloy Alfaro International Airport norrut. Runt Eloy Alfaro International Airport är det tätbefolkat, med 356 invånare per kvadratkilometer. Närmaste större samhälle är Manta, 4,2 km väster om Eloy Alfaro International Airport. 